# Burg Leinegg
Die Burg Leinegg ist eine abgegangene Höhenburg auf schmalem Grat oberhalb des Schwarzatals bei dem ehemaligen Scheuerhofs südlich von Strittberg, einem Ortsteil der Gemeinde Höchenschwand im Landkreis Waldshut in Baden-Württemberg.

## Geschichte
Die Burg wurde im 11. Jahrhundert von den Herren von Leinegg erbaut. 1279 wird in einer Urkunde der edle Ulricus von Loenegge erwähnt. 1328 besteht die Siedlung im Leinegg aus 2 Höfen und einer Mühle, die dem Kloster St. Blasien gehören. Zu diesem Zeitpunkt ist auszugehen, dass die Herren von Leinegg bereits ausgestorben waren und die Burg bereits verfallen war. Im Laufe der Zeit wurde das Leinegg in ein Ober- und Unterleinegg aufgeteilt. Das Oberleinegg mit der Mühle und dem Scheuerhof gehörten zur Einung Höchenschwand, das Unterleinegg mit 2 Höfen zum Berauer Berg. Ober- und Unterleinegg wurden durch die Schwarza voneinander getrennt. Als Besitzer des Scheuerhofes und der Mühle sind vom 14. Jahrhundert bis 1868 die Familie Eckert erwähnt. 1868 wurde der Scheuerhof mit der Mühle an das Forstamt Tiengen verkauft. 1928 brannte die Mühle und in den 1970er Jahren der Scheuerhof, der als Jugendheim diente, ab.

## Lage
Von der ehemaligen Burganlage sind noch heute kleinere Reste erhalten. So sind ein alter Weg, mehrere befestigte Mauern und ein bis heute sichtbaren ausgegrabenen Halsgraben erkennbar. Die Lage des Grats war, laut Burgenforscher Heinz Voellner, wie geschaffen für eine Burg. Der Weg zur Burg führte über einen Hohlweg, der immer nur von einem Mann passiert werden kann. An der äußersten Stelle verebbt der Grat und gibt eine freie, 20 Meter lange und an der breitesten Stelle 8 Meter breiten Fläche mit guter Sicht über das Gebiet Leinegg und das Schwarza- und Fohrenbachtal.